# Mondello Park Circuit
Der Mondello Park Circuit ist die einzige permanente Motorsport-Rennstrecke in der Republik Irland. Die Anlage liegt etwa 8 km nordwestlich von Naas im County Kildare und gehörte über viele Jahre hinweg dem irischen Multimillionär Martin Birrane (1935–2018), der selbst ein begeisterter Rennfahrer sowie der ehemalige Eigentümer von Lola Cars war.

## Geschichte
Nach dem Ende eines der letzten Straßenrennens in der Republik Irland auf dem Dundoyne Circuit 1966 wurde der Bedarf nach eine permanenten Rennstrecke in Irland offensichtlich. Die Strecke wurde 1968 auf Initiative des Vorsitzenden des Leinster Racing Clubs, Stuart Cosgrave, mit einer Länge von 1,28 Kilometer eröffnet. Die erste Variante war in etwa mit dem heutigen Short Circuit identisch. Sie wurde jedoch bereits zur Saison 1969 auf 1,6 Kilometer ausgebaut.
Der Name „Mondello“ wurde in Anlehnung eines Vororts von Palermo in Sizilien gewählt, durch den die Targa Florio führte und der – übersetzt als „kleine Welt“ – als Synonym für den neu geschaffenen, kurzen, aber vielseitigen Kurs stehen sollte.
In den 1980er-Jahren stand die Rennstrecke wegen finanzieller Probleme vor der Schließung, wurde jedoch durch das Engagement verschiedener Automobilclubs und des Royal Irish Automobile Club gerettet. Fortan wurden auf dem Mondello Park Circuit neben Rennen der Formel Ford 2000 und diversen Club-Meisterschaften auch Motorradrennen gefahren.
Um mehr internationale Veranstaltungen austragen zu können, wurde die Strecke 1998 auf eine Länge von 3,5 Kilometer erweitert. 2001 entstand ein überdachter Boxenkomplex mit 24 Boxen, 12 Hospitality-Suiten, Kontrollturm und medizinischen Versorgungseinrichtungen.

## Veranstaltungen
In den ersten Jahren wurden hier Rennen der europäischen Version der Formel 5000 ausgetragen, in den 1970er-Jahren kamen Veranstaltungen der Formel Ford hinzu.
2001 war die Strecke ein Austragungsort der FIA Sportscar Championship.
In der jüngeren Vergangenheit fanden in Mondello Park Rennen der britischen Tourenwagen-Meisterschaft, der britischen Formel 3 und der britischen Superbike-Meisterschaft statt.
Mondello Park ist aktuell seit 2021 exklusive Austragungsstätte der Irish Circuit Racing Championship. die alle ihre 5 Veranstaltungen auf der Strecke abhält.

## Streckenvarianten
Die Strecke kann in 4 verschieden langen Varianten genutzt werden. Überdies gibt es Schotterpassagen für die Austragung von Rallycross-Rennen. Zwischen 1987 und 1996 wurden insgesamt 10 Rallycross-EM-Läufe im Mondello Park ausgetragen, während heutzutage sowohl die Iren als auch die Briten ihre Rallycross-Meisterschaftsläufe dort fahren.